# René Hoen
Rene Hoen (11 oktober 1987) is een voormalig Nederlandse voetballer.. Hij was een jeugdspeler van Cambuur Leeuwarden die in het seizoen 2006/07 debuteerde. Hij was aanvaller.

## Carrière
| Seizoen | Club               | Wedstrijden | Doelpunten | Competitie     |
| ------- | ------------------ | ----------- | ---------- | -------------- |
| 2006/07 | Cambuur Leeuwarden | 1           | 0          | Eerste divisie |
| Totaal  |                    | 1           | 0          |                |